# Szerden
| M8 · G1 | Z4 · D21 · Z1 | D46 · G1 | N35 · G1 | T14 · N25 |

| M8 · G1 | Z4 · D21 · Z1 | D46 · G1 | N35 · G1 | T14 · N25 |

Szerden, Szirdanu – wielokrotnie wspominany w inskrypcjach egipskich, starożytny lud nieznanego pochodzenia. W okresie wielkich ruchów migracyjnych zaliczany do tzw. Ludów Morza (przełom XIII i XII wieku p.n.e.), a współcześnie przez niektórych badaczy utożsamiany z Sardami, pierwotnymi mieszkańcami Sardynii.

## Szardowie w źródłach egipskich

### Listy z Amarna
Nazwa plemienia Szerden po raz pierwszy pojawia się w listach z Amarna, czyli korespondencji dyplomatycznej dwóch ostatnich faraonów XVIII dynastii Amenhotepa III i Echnatona (1390-1336 p.n.e.) Na tabliczce opisanej współcześnie jako EA 123 władca miasta Byblos Ribaddi, obawiając się rewolty miejscowej ludności, prosi swego suzerena Echnatona o oddanie trzech uprowadzonych w głąb Egiptu Shirdanu.

### IV Stela z Tanis i Poemat o bitwie pod Kadesz
Na ścianach świątyni w egipskim Tanis zachowały się 4 stele z czasów Ramzesa II (XIII wiek p.n.e.) Ostatnia z nich zawiera informacje o zbuntowanym ludzie Szerden, który w koalicji z plemionami libijskimi zaatakował deltę Nilu. Na niej to Szerden zostali po raz pierwszy opisani jako wyłaniający się na wojennych statkach z pośrodku morza. 
Między innymi ta inskrypcja posłużyła Gastonowi Maspero do stworzenia terminu Ludy Morza, który miał opisywać wielkie migracje ludności indo-europejskiej na tereny Anatolii, Syrii i Kanaanu. Na przełomie XIII i XII wieku p.n.e. doprowadziły one do upadku państwa Hetytów oraz zagroziły Egiptowi. 
Ci sami Szerden opisani w IV steli z Tanis zasilali jakiś czas później armię Ramzesa, a nawet opracowali plan wielkiej bitwy z Hetytami o czym informuje Poemat o bitwie pod Kadesz.

### Szardowie wśród Ludów Morza
Następca Ramzesa II Merenptah, czwarty z faraonów XIX dynastii, w trakcie swoich rządów musiał stawić czoła kolejnej koalicji Libijczyków i plemion północnych. Najważniejsze świadectwa dotyczące tego wydarzenia to:
- Wielka inskrypcja z Karnak
- Kolumna Kairska
- Stela z Atribis
- Hymn Zwycięstwa ze Steli Merenptaha[9]

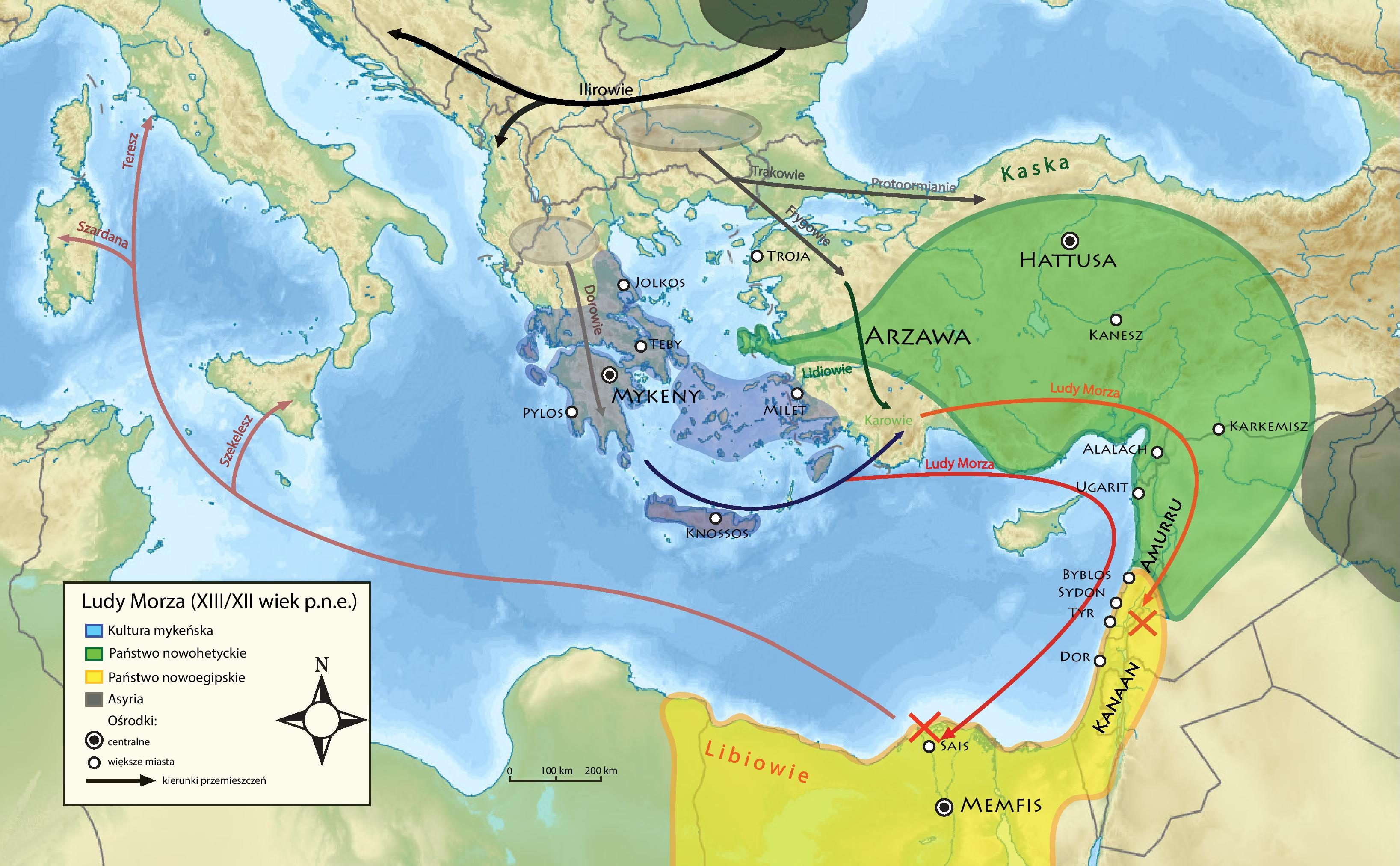
Hipotetyczna trasa wędrówek Ludów Morza

Zachowane inskrypcje Kolumny Kairskiej  zawierają dokładną datę inwazji 5. rok 2. miesiąca trzeciego sezonu (drugi Szemu, czyli marzec-kwiecień 1208 p.n.e.)
Wielka Inskrypcja z Karnak przedstawia sprzymierzeńców jako ludy: Ekwesz, Teresz, Luka, Szerden i Szekelesz przybyłe nad deltę z rodzinami i dziećmi w celu osiedlenia się. Są to zarazem ostatnie wzmianki o Szardach.

## Próba identyfikacji
Od dłuższego czasu ponawiane są próby identyfikacji znanych z inskrypcji egipskich plemion z późniejszymi nazwami nacji zamieszkujących obszar basenu Morza Śródziemnego. I tak Szardana utożsamiane jest z Sardami (Sardynia), Teresz z Tyrsenami (czyli greckim określeniem Etrusków), a Szekelsz ze znanymi z Sycylii Sykulami (Sikelami)). Jednak ze względu na to, iż głównym kryterium jest wyłącznie podobieństwo brzmienia, mają one charakter czysto hipotetyczny. 
Na tej podstawie powstał jednak domysł, że niektóre z Ludów Morza wyruszyły na zachód po przegranej z Egipcjanami walce.